# Гудкова, Галина Георгиевна
Галина Георгиевна Гудкова (16 августа 1943, д. Рождественка, Маслянский район, Тюменская область, РСФСР — 10 декабря 2011, Челябинск, Российская Федерация) — советская и российская певица (сопрано). Заслуженная артистка Российской Федерации, солистка Челябинского государственного академического театра оперы и балета имени М. И. Глинки.

## Биография
В 1968 г. окончила Уральскую консерваторию. Восемь лет пела в филармонии. С 1978 г. — солистка Челябинского театра оперы и балета имени М. И. Глинки.
Являлась заведующей кафедрой Челябинского музыкального училища имени Чайковского.
Заслуженная артистка Российской Федерации.
Жена известного челябинского композитора Евгения Гудкова.
Есть внук Андрей Гудков. На данный момент он проживает в Краснодаре. Женат.

## Театральные работы
- Ярославна («Князь Игорь»),
- Лиза («Пиковая дама»),
- Татьяна («Евгений Онегин»),
- Наташа («Русалка»),
- Маргарита («Фауст»),
- Тоска («Тоска»).